# فورپاینس (کالیفرنیا)
فورپاینس (به انگلیسی: Four Pines) یک منطقهٔ مسکونی در ایالات متحده آمریکا است که در شهرستان لیک، کالیفرنیا واقع شده‌است. فورپاینس ۱٬۳۲۷ متر بالاتر از سطح دریا واقع شده‌است.